# Lac Lahontan
Cet article concerne l'actuel lac artificiel. Pour le lac préhistorique, voir Lac Lahontan (lac préhistorique). Pour les autres significations, voir Lahontan (homonymie).
L'actuel lac Lahontan est un réservoir artificiel situé au nord-ouest de l'État du Nevada. Il s'est formé derrière le barrage Lahontan entre les villes de Fallon et Carson City.  